# Ernst Snellen
Ernst Snellen (Zierikzee, 8 december 1875 – Purley-Surrey, 1958) was een Nederlands landbouwkundige en politicus.
Hij werd geboren als zoon van Eduard Snellen (1838-1907; predikant) en Laura Adriana Swart (1839-1903). Hij was rijkstuinbouwleraar in Noord-Brabant en werd in 1919 als vrijzinnig-democraat verkozen tot lid van de Provinciale Staten van die provincie.
Een jaar later werd hij in Suriname benoemd tot directeur van het departement van Landbouw (vanaf 1922 het departement van Landbouw, Nijverheid en Handel). Dat departement werd in 1926 opgeheven waarmee zijn functie kwam te vervallen. Kort na zijn eervol ontslag werd hij bij de parlementsverkiezingen van dat jaar verkozen tot lid van de Koloniale Staten. Hij zou tot 1932 Statenlid blijven. Snellen werd in 1927 voorzitter van de Kamer van Koophandel en Fabrieken. Hij was ook de voorzitter van de 'Excelsior Cricket Club'.
Begin 1933 verliet hij Suriname. Later dat jaar promoveerde hij aan de Landbouwhogeschool in Wageningen tot doctor in de landbouwkunde op het proefschrift De aanvoer van arbeiders voor den landbouw in Suriname.
Hij overleed in 1958 in Engeland op 82-jarige leeftijd.
Een cricketterrein in de Cultuurtuin werd in 1954 naar hem vernoemd: het Dr. E. Snellenpark.